# 1 500 mètres masculin aux championnats du monde d'athlétisme en salle 2016
Pour un article plus général, voir Championnats du monde d'athlétisme en salle 2016.
Navigation
2014 2018
Le 1 500 mètres masculin des championnats du monde en salle 2016 s'est déroulé les 18 et 20 mars 2016 à Portland, aux États-Unis.

## Faits marquants
L'Américain Matthew Centrowitz remporte la première série, tandis que dans la deuxième série, la plus rapide, qualifie six athlètes, dont le tenant du titre, le Djiboutien Ayanleh Souleiman, qui finit premier.
Souleiman mène les 800 premiers mètres de la finale sur un train modeste, avant que le rythme s'accélère progressivement. Le Néo-zélandais Nicholas Willis prend la tête à 800 m de l'arrivée, jusqu'au dernier virage, avant d'être dépassé par Centrowitz, le vainqueur, puis le Tchèque Jakub Holuša. Centrowitz avait remporté l'argent en plein air en 2013.

## Meilleures performances mondiales en 2016
Les meilleures performances mondiales en 2016 avant les Championnats du monde en salle sont :
|   | Athlète            | Pays             | Marque        | Lieu     | Date            |
| - | ------------------ | ---------------- | ------------- | -------- | --------------- |
| 1 | Abdalaati Iguider  | Maroc            | 3 min 34 s 94 | Glasgow  | 20 février 2016 |
| 2 | Matthew Centrowitz | États-Unis       | 3 min 35 s 91 | New York | 20 février 2016 |
| 3 | Nicholas Willis    | Nouvelle-Zélande | 3 min 36 s 12 | New York | 20 février 2016 |
| 4 | Ayanleh Souleiman  | Djibouti         | 3 min 36 s 30 | Glasgow  | 20 février 2016 |
| 5 | Mohamad Al-Garni   | Qatar            | 3 min 36 s 35 | Doha     | 20 février 2016 |

## Médaillés
| Or                 | Argent       | Bronze          |
| Matthew Centrowitz | Jakub Holuša | Nicholas Willis |

## Résultats

### Finale
| Rang               | Athlète            | Nationalité      | Temps         | Notes |
| ------------------ | ------------------ | ---------------- | ------------- | ----- |
| Médaille d'or      | Matthew Centrowitz | États-Unis       | 3 min 44.22   |       |
| Médaille d'argent  | Jakub Holuša       | Tchéquie         | 3 min 44 s 30 |       |
| Médaille de bronze | Nicholas Willis    | Nouvelle-Zélande | 3 min 44 s 37 |       |
| 4                  | Robby Andrews      | États-Unis       | 3 min 44 s 77 |       |
| 5                  | Dawit Wolde        | Éthiopie         | 3 min 44 s 81 |       |
| 6                  | Aman Wote          | Éthiopie         | 3 min 44 s 86 |       |
| 7                  | Vincent Kibet      | Kenya            | 3 min 45 s 17 |       |
| 8                  | Chris O'Hare       | Grande-Bretagne  | 3 min 46 s 50 |       |
| 9                  | Ayanleh Souleiman  | Djibouti         | 3 min 53 s 69 |       |

### Séries
Qualification : Les 3 premiers de chaque série (Q) et les 3 meilleurs temps (q) sont qualifiés pour la finale.
| Rang | Série | Athlète            | Nationalité      | Temps         | Notes |
| ---- | ----- | ------------------ | ---------------- | ------------- | ----- |
| 1    | 2     | Ayanleh Souleiman  | Djibouti         | 3 min 41 s 04 | Q     |
| 2    | 2     | Chris O'Hare       | Grande-Bretagne  | 3 min 41 s 09 | Q     |
| 3    | 2     | Robby Andrews      | États-Unis       | 3 min 41 s 21 | Q     |
| 4    | 2     | Aman Wote          | Éthiopie         | 3 min 41 s 25 | q     |
| 5    | 2     | Vincent Kibet      | Kenya            | 3 min 41 s 42 | q     |
| 6    | 2     | Nicholas Willis    | Nouvelle-Zélande | 3 min 41 s 53 | q     |
| 7    | 2     | Marc Alcalá        | Espagne          | 3 min 42 s 02 |       |
| 8    | 1     | Matthew Centrowitz | États-Unis       | 3 min 47 s 15 | Q     |
| 9    | 1     | Dawit Wolde        | Éthiopie         | 3 min 47 s 24 | Q     |
| 10   | 1     | Jakub Holuša       | Tchéquie         | 3 min 47 s 62 | Q     |
| 11   | 1     | Iván López         | Chili            | 3 min 48 s 63 |       |
| 12   | 1     | Charlie Grice      | Grande-Bretagne  | 3 min 49 s 03 |       |
| 13   | 1     | Bethwell Birgen    | Kenya            | 3 min 49 s 35 |       |
| 14   | 2     | Erick Rodriguez    | Nicaragua        | 3 min 58 s 37 | NIR   |
|      | 1     | Manuel Olmedo      | Espagne          | DNF           |       |

## Légende
Records et Performances
- AR : Record continental (area record)
- CR : Record des championnats (championship record)
- MR : Record du meeting (meet record)
- NR : Record national (national record)
- OR : Record olympique (olympic record)
- PR : Record paralympique (paralympic record)
- PB : Record personnel (personal best)
- SB : Meilleure performance personnelle de la saison (season's best)
- WL : Meilleure performance mondiale de l'année (world leader)
- WJR : Record du monde junior (world junior record)
- WR : Record du monde (world record)

Circonstances et Conditions
- DNF : N'a pas terminé (did not finish)
- DNS : N'a pas pris le départ (did not start)
- DQ : Disqualification (disqualification)
- NM : Aucun essai valable enregistré (No Mark)
- Q : Qualifié « directement » au prochain tour (ou à la prochaine compétition), lors d'une compétition majeure, grâce au classement ou à la réalisation des minima (automatic qualifier)
- q : Qualifié au prochain tour (ou à la prochaine compétition), lors d'une compétition majeure, grâce au repêchage ou à la réalisation de l'une des meilleures performances parmi celles des « non qualifiés directement » (grâce au meilleur temps ou à la meilleure distance par exemple) (secondary qualifier)